# إيمانويل جال
إيمانويل چال Emmanuel Jal مغني هيب هوب من جنوب السودان غنى عن الحرب الأهلية في السودان، ومشاركته فيها كطفل محارب.

## بدايته
ولد في العام 1980 في قرية تسمى تونج في جنوب السودان، انضم والده لجيش تحرير السودان، وماتت والدته وهو قي السابعة من عمره، وحين بلغ السادسة أو السابعة من عمره أخد من أهله ليحارب في الحرب الأهلية وكان يحمل سلاح AK-47 الذي كان أطول منه وحارب قي الجيش لـ 5 سنين.
حين أشتدت وطأة الحرب على إيمانويل هرب وأطفالاً آخريين ومشوا 3 أشهر حتى وصلوا مدينة «وات» وكان فيها مجموعة انفصلت عن جيش التحرير، وهناك قابل «إيما مكون» زوجة قائد جيش التحرير التي تبنته ورفضت انضمامه للجيش وهربته إلى كينيا، حين كان قي الحادية عشرة من عمره، وهناك أدخل المدرسة في نيروبي، وبعدها بأشهر ماتت «إيما مكون» في حادثة لكن أصدقائها ساعدوا إيمانويل أن يكمل دراسته.

## الموسيقى

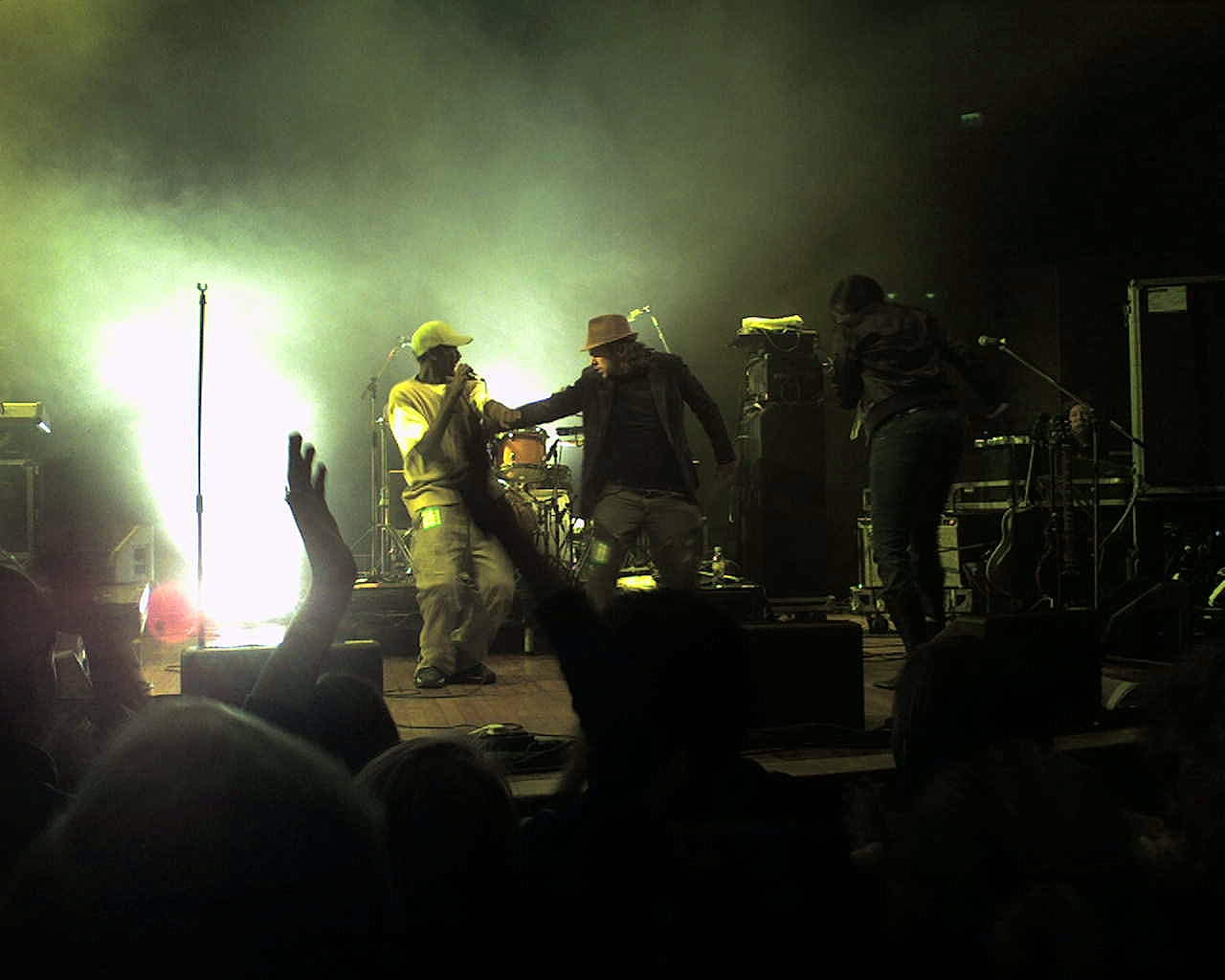
إيمانويل چال في حفلة في بريستول

وهو في المدرسة في كينيا بدأ يغني ليهون على نفسه وينسى ما عايشه، وكان يشارك قي أنشطة مجتمعية كجمع تبرعات لأطفال الشوارع واللاجئين، ثم أهتم أكثر بعمله الموسيقى وشارك قي مجموعات غنائية، وكانت أول أغنية له هي "All We Need Is Jesus" أو «كل ما نحتاجه هو يسوع» التي سجلت في كينيا وأذيعت في بريطانيا.

## روابط خارجية
- إيمانويل جال على موقع IMDb (الإنجليزية)
- إيمانويل جال على موقع ألو سيني (الفرنسية)
- إيمانويل جال على موقع ميوزك برينز (الإنجليزية)
- إيمانويل جال على موقع أول موفي (الإنجليزية)
- إيمانويل جال على موقع أول ميوزيك (الإنجليزية)
- إيمانويل جال على موقع ديسكوغز (الإنجليزية)
- إيمانويل جال على موقع قاعدة بيانات الفيلم (الإنجليزية)
- إيمانويل جال على موقع كينوبويسك (الروسية)